# Leucotmemis melini
Leucotmemis melini är en fjärilsart som beskrevs av Felix Bryk 1953. Leucotmemis melini ingår i släktet Leucotmemis och familjen björnspinnare. Inga underarter finns listade i Catalogue of Life.